# 多聞院 (奈良県平群町)

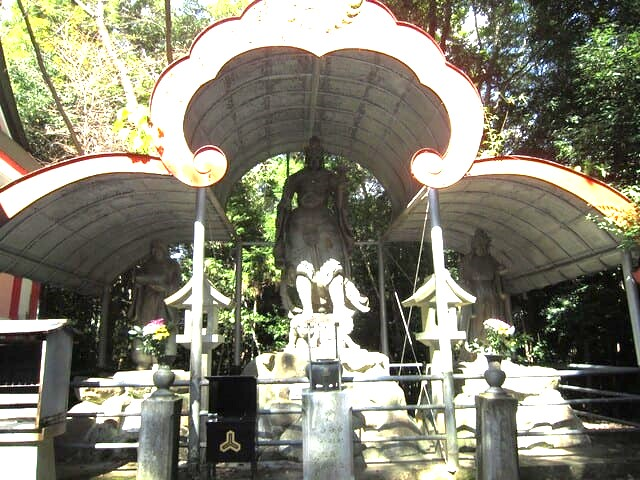
毘沙門天像

多聞院（たもんいん）は、奈良県平群町信貴畑にある、信貴山真言宗の寺院。山号は、米尾山（よねおさん）。本尊は、毘沙門天像（「汗かき毘沙門天王」）。信貴山朝護孫子寺の奥之院である。

## 概要
朝護孫子寺の本堂より2km程北にある。
毘沙門天出現、最初の地とされている。
境内の浄域から焼米が出ることで有名で、山号（米尾山）の由来となっている。
山門を入って左に曲がると、右手に客殿があり、左手を登ると本堂がある。本堂は、入母屋造本瓦葺きで、内陣中央に毘沙門天を安置する厨子がある。檀上に弁財天立像、毘沙門天立像、不動明王、愛染明王像、弘法大師像、十一面観音像などが祀られている。
本尊は、寺伝によると聖徳太子が物部守屋大連を追討の時、この毘沙門天が先鋒を振るわれて御尊像に汗をかかれたといい、「汗かき毘沙門天王」と称し霊験あらたかな尊像として秘仏として護持されている。毘沙門天像は宝冠をいただき、いわゆるふん怒像ではない。正3月日間と、7月3日のみ公開される。
宝物に紙本涅槃画像があるが、享和二年の裏書がある。なお、本堂に隣接して鉄筋の護摩堂があり、三宝荒神を安置するほか、毘沙門天立像と不動明王像などが祀ってある。また、同境内に多聞院並びに、信貴畑の鎮守社の素戔嗚神社がある。
1911年（明治44年）5月19日、文秀女王が御成。
大和北部八十八ヶ所霊場の第45番札所である。
コミュニティバス「信貴畑集落センター」から、徒歩2分の信貴畑字勧請に、天文二十一年在銘の十三仏碑がある。

## アクセス
近鉄生駒線「平群駅」から、コミュニティバスで「信貴畑集落センター」下車、徒歩8分。